# Molina di Quosa
Molina di Quosa is een plaats (frazione) in de Italiaanse gemeente San Giuliano Terme.